# 戊申風災
戊申風災（英語：1908 Hong Kong Typhoon）發生在1908年7月27日至28日的深夜，並在香港造成大量人命及財物損失，包括在避風期間沉沒的客輪英京號，船上421人身亡，成為香港至今最多人死亡的船難。風災過後，當局採取更多的防風和避風措施，包括在香港興建第二個避風塘。

## 氣象歷史
造成戊申風災的熱帶氣旋無論在環流大小、移動方向和結構均被認為與1906年引致丙午風災的颱風頗為相似。香港和馬尼拉的氣象部門在1908年7月26日上午同時發現，一股熱帶氣旋集結在巴林坦海峽附近、香港東南偏東約500海里（約800公里）的海面上，大致向西移動，但當時氣象部門不甚肯定該風暴的強度。該股熱帶氣旋7月28日凌晨在香港島以南近距離掠過，估計在南中國海的平均移動速度約時速20公里。

## 風災經過
1908年7月27日星期一晚上8點半，香港天文台在添馬海軍基地亮起綠紅綠信號燈，代表一個颱風距離香港少於300哩並可能趨近香港。
晚上9點半，天文台報告颱風似乎正移向香港。海港的船隻開始採取安全措施，本地小型輪船移入銅鑼灣避風塘。天文台之後提升警告信號，香港廣泛地區開始下雨。晚上11點15分，天文台表示颶風風速的風力將隨時吹襲香港，下令每10秒鳴炮共三響和改為亮起  紅綠紅信號燈。
天氣方面，香港的氣壓在7月27日晚上10時開始顯著下降，並在翌日凌晨1時達到最低，香港各區氣壓下降0.5吋至1吋不等（相當於17至34百帕斯卡）。維多利亞港的烈風由7月27日晚上10時持續至7月28日凌晨4時，風向為東風，香港天文台和太平山頂的風速計都損毀，未能記錄具體風速數字，但估計風力比1906年的丙午風災強。香港天氣在午夜後最惡劣，強風吹倒樹木、煙囪和牆壁，導致嚴重財物損失。及後的四個小時，街道上多處有塌樹，招牌、瓦片、窗戶等等的碎片滿佈街道，難以人行。7月28日早上6點，強風逐漸減弱。日出後可見幾乎周圍都有損毀而需要維修，百葉簾和捲簾鐵門都被吹走、玻璃碎裂。
颱風及後北上廣東，並在當地造成破壞。

## 損毀情況
戊申風災常被人用以對比丙午風災，雖然前者造成更多損失和風力更強，但因為天文台提早預警和船隻駛入避風港，而令死傷情況較為輕微。早期報告估計，全港有約一千人遇溺、超過20棟房屋倒塌，大部分船隻停泊設施都被破壞。

### 港府報告
香港政府在1908年9月17日向港督盧吉和立法局提交報告，總結風災造成最多700人溺斃，100多艘本地輪船沉沒。其餘損失如下：
- 政府財物損失估計達10萬港元，私人財物損失尚未作估算；
- 26座私人建築倒塌，造成59人身亡；
- 179艘船隻沉沒、損毀或被破壞，造成271人失蹤；
- 英京號客輪沉沒，導致421人身亡，1名歐裔船員和41名華裔船員及乘客獲救；
- 英京號除外的歐洲船隻中，17艘沉沒、23艘擱淺、26艘受損，另外5人失蹤；
- 樹木、灌木和植物被嚴重破壞，情況不遜於丙午風災；
- 香港島的风速计完全被毀，天文台多處也受損，因此不能準確比較戊申和丙午風災的最高風速；
- 由於丙午風災後的救災眾籌尚有盈餘，因此毋須額外為是次風災籌款。

### 陸上損傷
維城遭遇大規模破壞，累計損失的金額十分高。風災前的7月18日至25日一周內，香港就錄得當時破紀錄的16.2英寸（410）雨量，而整個七月都非常潮濕，加上暴風雨連連，可能加劇了風災造成的建築倒塌。
最嚴重的倒塌發生在堅尼地道的皇座樓私人酒店，長煙囪被吹倒後，天台和頂樓的房屋及部分牆壁倒塌成為瓦礫。酒店的其中一名住客是Messrs. Shewan, Tomes, and Company的亨氏，他當時已居港約三個月。颶風吹襲時，亨氏聽到巨響後隨即躲在床下底，及後酒店就部分倒塌，房間瞬間成為廢墟。亨氏雖然能夠呼吸，但身上和大腿被大量瓦礫壓住而感到痛楚。警方下令派出搜救隊，消防部門冒著牆壁隨時倒塌的風險，在四小時多後成功救出亨氏，並送到國家醫院治理。
另外，英皇行的煙囪也被颶風吹塌，令全行四層都倒塌，包括頂層的捷成洋行辦公室、中層的Meyer and Company辦公室，和底層的太平洋郵輪公司辦公室。縱使大樓成為廢墟，幸好無人傷亡。皇仁書院的禮堂屋頂被吹走，木樑被吹得東歪西倒，西北面課室的屋頂也被嚴重破壞。
除了亨氏外，風災也造成多人受傷。一名消防員前往皇座樓救人期間，險些被倒塌的樹幹導致頭部重傷，幸好戴有頭盔；警長卡萊格被一道倒下的門壓傷；巴拉號首席工程師衛利斯在堅尼地城一個碼頭墮下，背部受傷送往國家醫院治療。

### 英京沉船

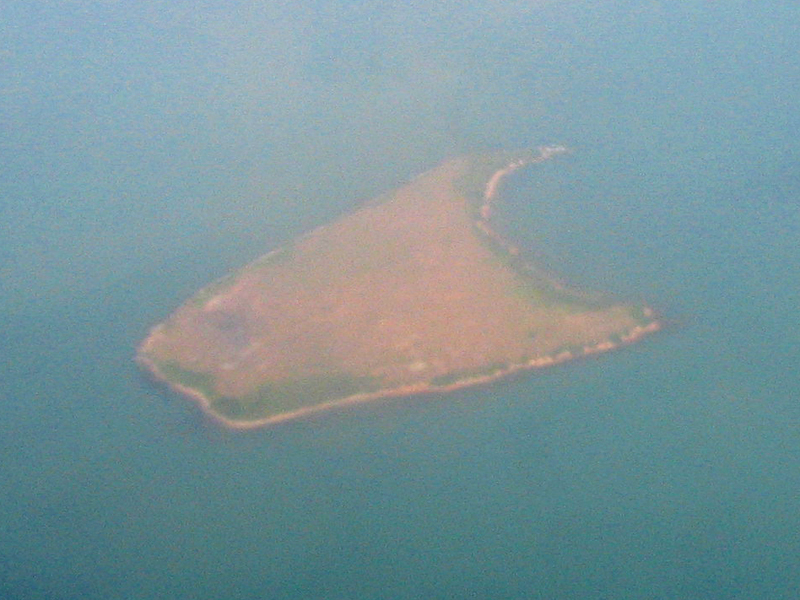
大小磨刀中的大磨刀

是次風災的大部分人命傷亡都是來自英京號。
英京號（SS Ying King）是一艘以香港為基地的客輪，建於1903年，重768噸，由Sing On Steamship Company擁有。客輪在7月27日晚上6點離開廣州港，駛往香港，當時船上有33名船員和430名乘客。由於來自大嶼山的北風風勢增強，英京號決定停靠大小磨刀避風。
除了英京外，當時也有另外兩艘蒸汽輪船離穗赴港，分別為佛山號和廣西號。此兩艘船先後抵達大小磨刀，廣西號的船長鄺氏拋錨後，突然有颮風襲來，及後船長發現英京號失蹤。
據倖存者憶述，英京號在7月28日凌晨出現一個洞，海水開始湧入船艙，但水泵未能及時抽走海水，到凌晨2點50分沉沒。目擊者報告指船隻不少救生衣因為放在船隻底層，而令救生衣不敷。英京沉沒前，澳洲籍的披治船長呼籲各位自己顧自己。倖存者又表示當時船上情況混亂，沒有人成功登上救生艇。
大副費格森等倖存者在客輪幾乎沉沒前跳落海，抓住客輪殘骸和救生圈，嘗試游向青山農場一帶。他們表示船上其他人都失蹤、生死未卜，他們最後見到披治時已身穿救生衣，惟被海水包圍。
英京號最終沉沒，當局在7月28日晚上9點半展開搜救行動。海關巡查艇九龍西的船長熙活表示聽到一聲槍響，又見到有人在海中揮手。他指示巡邏隊前往望后石和青山的岸邊，救起42名英京倖存者，包括費格森、三名消防員、兩名舵手、印裔海援員和水手各一名、以及33名華裔乘客。7月31日，披治的屍體在青山農場附近被發現。翌晨四名漁民因竊取一具歐裔屍體上的一枚金錶和項鏈而被控，警長德雷特在裁判法院作證時認出贓物是披治在皇后大道中購買的，而且項鏈上的雪茄開口器也能證明披治的身份。
法院裁定英京號在風災期間沉沒，船方亦已做好所有合理安全措施。披治和三名歐洲乘客全都溺斃，而披治妻子和三名子女則在風災前三個月搭船回悉尼。

### 其他輪船
東方號的船長麥亞瑟在風災後憶述所有人經歷了非常猛烈的風力。颶風吹襲香港時，東方號已經拋錨泊岸，船員在強風之下甚至不能站起，要抱頭抱膝走向船頭。東方號險些被另一輪船撞到，幸好最終未有嚴重損毀，而附近的直隸號也同樣大致無恙。
朱地波里斯號帆船的兩支桅杆被吹走；昂船洲南部的寶嘉康蒂號和麗生號，以及東部的詩顧高號都被吹至擱淺。亞洲號出現傾斜，紅磡灣的波斯號擱淺泥地。臺灣號與伊奧羅斯號和尼爾麥劉號相撞後，前者受損。尼爾麥劉號的船員及時登上臺灣號後，最終在汲水門擱淺。
英籍的嘉芙蓮公園號被吹離九龍灣到對岸的北角，船錨亦纏繞到電報電纜。九龍船塢有11艘遊艇和3艘帆船沉沒；魚雷艇衛霆號在鯉魚門擱淺，但風暴過後成功重新浮上水面。軍器廠街的矮牆幾乎被沖走；14艘貨船因未能進入銅鑼灣避風塘而被吹走，推倒海傍的海濱長廊，現場的警員和市民成功救起50人。
同泰祥記船廠一艘在建輪船撞向海傍圍牆後嚴重受損，一度被沖上海濱大道，之後又被颶風吹回海面。除此之外，至少70艘本地船隻因未能進入避風塘而沉沒，另有7艘蒸氣船艇和7艘駁船沉沒，7艘蒸氣船艇和多艘駁船擱淺，7艘駁船被吹毀。

## 風災後續

### 嶄新技術

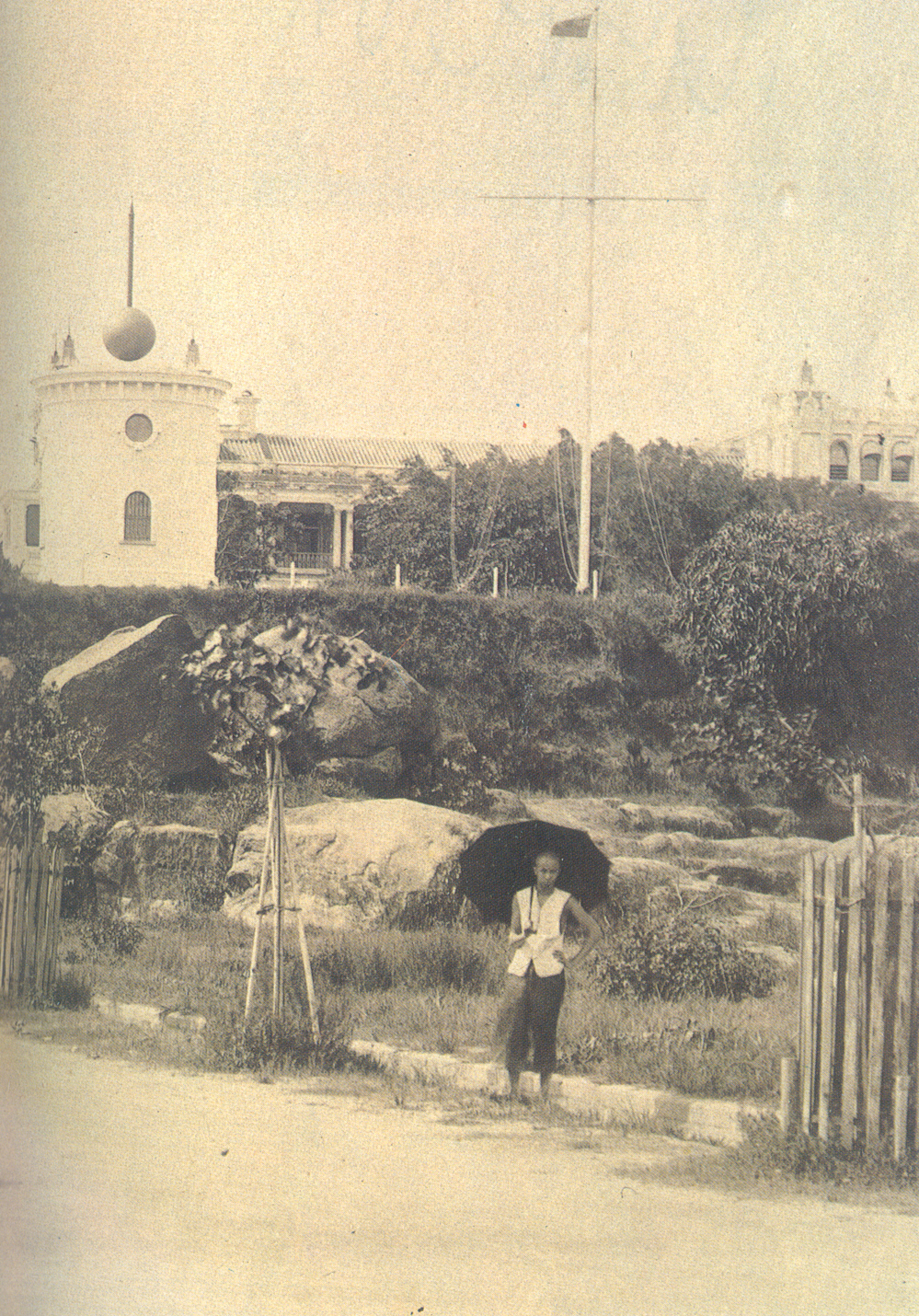
1908年尖沙咀水警總部附近的報時球

1908年1月，天文台在尖沙咀訊號山設置新的報時球，取代尖沙咀水警警署的舊報時球。同年開始透過無線電報接收船舶天氣報告，到1915年開始提供船舶天氣預報的無線廣播。

### 建避風塘
1908年8月6日，政府在立法局動議開徵新稅項，以此籌集資金興建第二個颱風避風塘。當局計劃除了英國船隻和戰艦外，所有進入香港海域的內河船載重量每噸徵收六分之五仙的稅款，其餘船隻稅款為每噸兩仙。
六間輪船公司（鐵行輪船、怡和、太古、仁記、老沙遜和新旗昌）代表所組成的避風委員會認為有必要興建新的避風塘，建議定點芒角咀，讓在強風來襲時未能及時駛入銅鑼灣避風塘的船隻能到新避風塘。
據報告指出，在颱風來襲前，當局點算到有98艘帆船、112艘本地艇和42艘歐籍駁船在銅鑼灣避風塘以外，包括九龍灣、紅磡灣、油麻地和昂船洲附近，另外也有200個舢舨在油麻地附近。報告認為，若然風災之時已建有新避風塘的話，上述452艘船和大量舢舨就能倖免於難。
不過也有部分船公司反對此計劃，指出1907年的英國船運載重量為約600萬噸，而外國船隻只有550萬噸。不過立法局最終在1909年三讀通過《避風塘條例草案》，決定耗資154萬港元興建芒角咀避風塘。

## 熱帶氣旋警告使用紀錄
| 香港天文台 熱帶氣旋警告     | 香港天文台 熱帶氣旋警告 | 香港天文台 熱帶氣旋警告 |
| --------------------------- | ----------------------- | ----------------------- |
| 上一熱帶氣旋                | 燃放三次炸藥            | 下一熱帶氣旋            |
| 1896年7月颱風（鳴兩次風炮） | 燃放三次炸藥            | 1909年10月颱風          |

## 外部連結
- "The Hong Kong Typhoon. An Incident" （页面存档备份，存于） Bush Advocate, Volume XXI, Issue 59, 8 September 1908, Page 7
- HK MetS Bulletin, Volume 15,  Numbers 1/2 （页面存档备份，存于）, 2005 Figure 1b. HK Meteorological signals 1907. (page 9)

### 相關圖片
- 1908年尖沙咀訊號山 （页面存档备份，存于）
- 陛下之星辰夜號（1906年至08年期間在港服役的輕巡洋艦） （页面存档备份，存于）
- 香港造船廠 （页面存档备份，存于）
- 堅尼地道皇座樓人士酒店 （页面存档备份，存于）
- 約1900年的聖佐治大廈及英皇行
- 1908年香港海港